# Rio de Fornos

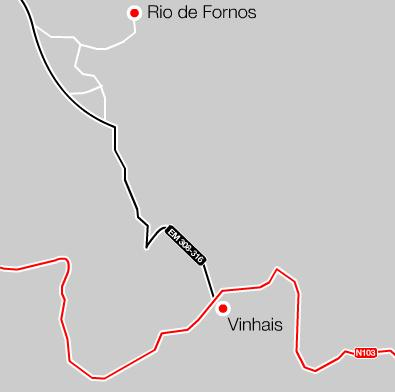
Rio de Fornos

Rio de Fornos é uma povoação pertencente à freguesia e ao Município de Vinhais. Localiza-se a 2 km, para norte, da sede do município.
As Inquirições de 1258 referem a igreja de S. Pedro de Rio de Fornos, embora não paroquial, mas possuidora de um oitavo da metade da vila de Zido, por doação que lhe fora feita no tempo de D. Afonso II que reinou de 1211 a 1222.
Rio de Fornos era, no ano de 1796, freguesia de Nossa Senhora da Expectação, com cura nomeado por Paçó e registava, nessa data, 35 fogos com 133 habitantes, sendo 58 homens e 75 mulheres. Nas "Memórias Paroquiais de 1758", o padre Julião Gomes registara o mesmo orago, o mesmo número de fogos e 117 moradores.